# Bár
Bár é um município da Hungria, situado no condado de Baranya. Tem 9 km² de área e sua população em 2019 foi estimada em 539 habitantes.